# Haitham Mustafa
Haitham Mustafa (àrab: هيثم مصطفى)  (Khartum Nord, 19 de juliol de 1977) és un exfutbolista sudanès de la dècada de 2000.
Fou internacional amb la selecció de futbol del Sudan. Pel que fa a clubs, destacà a Al-Hilal Club.